# 秦晉
秦晉（1659年—1724年），字爾受，號陶園，浙江慈谿人，康熙二十四年乙丑科進士，康熙五十九年任雲陽縣知縣。